# Osvaldoginella hoffi
Osvaldoginella hoffi is een slakkensoort uit de familie van de Cystiscidae. De wetenschappelijke naam van de soort werd in 1991, als Prunum hoffi, voor het eerst geldig gepubliceerd door Robert Moolenbeek en Marien J. Faber.